# Julius Rosenwald
Julius Rosenwald (Springfield, 12 de agosto de 1862 - Highland Park, 6 de enero de 1932) fue un empresario y filántropo estadounidense. Es más conocido como copropietario y líder de Sears, Roebuck & Company y por establecer el Fondo Rosenwald, que donó millones en fondos de contrapartida para promover la educación técnica o vocacional. En 1919 fue nombrado miembro de la Comisión de Relaciones Raciales de Chicago. También fue el principal fundador y patrocinador del Museo de Ciencia e Industria de Chicago, al que donó más de $5 millones y se desempeñó como presidente de 1927 a 1932.

## Primeros años

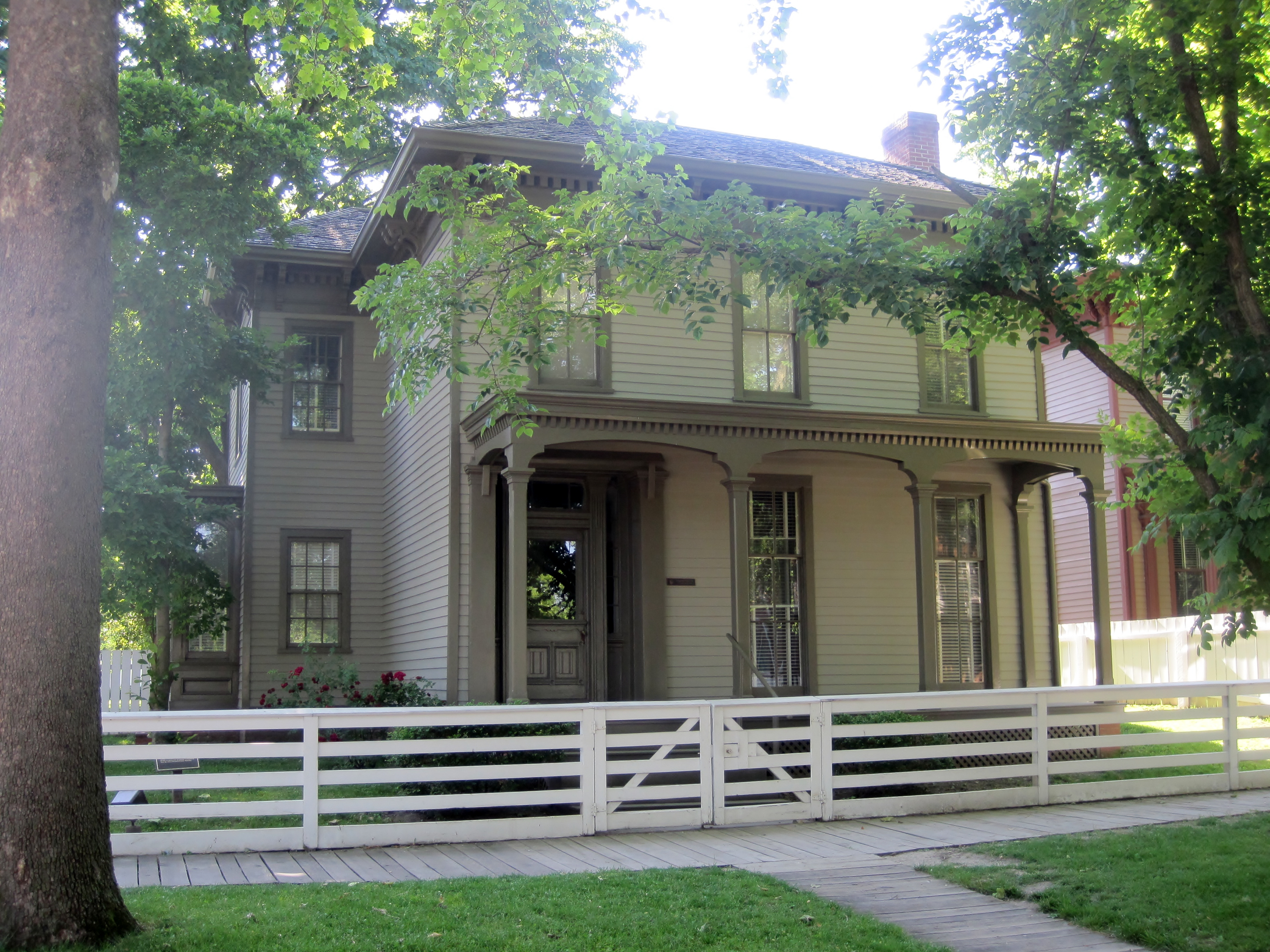
"Lyon House", la familia Rosenwald compró esta casa en 1868, siendo propietaria hasta 1886.

Julius Rosenwald nació en 1862 siendo hijo Samuel Rosenwald quien era sastre y su esposa Augusta Rosenwald (de soltera Hammerslough), una pareja de inmigrantes judíos provenientes de Alemania. Nació y creció a pocas cuadras de la residencia de Abraham Lincoln en Springfield, Illinois durante la presidencia de Lincoln. En 2020, la casa, antes conocida como Lyon House, pasó a llamarse en su honor y se erigió una placa.
A los dieciséis años, sus padres lo llevaron a Nueva York a para que aprendiera el oficio de la sastrería. Mientras estaba en Nueva York, se hizo amigo de Henry Goldman y Henry Morgenthau. Con su hermano menor Morris, Rosenwald inició una empresa de fabricación de ropa. Fueron arruinados por una recesión en 1885.
Rosenwald había oído hablar de otros pañeros que habían comenzado a fabricar ropa de acuerdo con tamaños estandarizados a partir de los datos recopilados durante la Guerra de Secesión. Decidió probar el sistema, pero acercó su planta de fabricación a la población rural que anticipó que ese sector de la población sería su verdadero mercado. Él y su hermano se mudaron a Chicago, Illinois. Una vez en Chicago, los hermanos Rosenwald solicitaron ayuda a un primo, Julius Weil y juntos fundaron Rosenwald y Weil Clothiers.

## Carrera como empresario
En 1893, Richard Warren Sears y Alvah Curtis Roebuck cambiaron el nombre de su empresa de relojes a Sears, Roebuck & Company y comenzaron a diversificarse. Rosenwald and Weil era el principal proveedor de ropa masculina para Sears, Roebuck. Los volúmenes de mercadería sin vender causados por el pánico de 1893 y su salud en deterioro llevaron a Roebuck a dejar la empresa.
Roebuck puso su interés en la empresa en manos de Sears quien, a su vez, ofreció que la mitad de la empresa fuera vendida al empresario de Chicago Aaron Nusbaum, quien a su vez trajo a Rosenwald, a quien Sears le debía dinero. En agosto de 1895, Sears vendió la mitad de la compañía de Roebuck a Nusbaum y Rosenwald por $75,000. La nueva Sears, Roebuck & Company fue reincorporada en Illinois con un capital social de $150,000 en agosto de 1895. Sears y Rosenwald se llevaban bien, pero Nusbaum era un problema. Sears y Rosenwald le compraron su parte por $1.3 millones en 1903.
Rosenwald aportó a la empresa una filosofía de gestión racional y líneas de productos diversificadas: productos secos, bienes de consumo duraderos, medicamentos, ferretería, muebles y casi cualquier otra cosa que un hogar agrícola pudiera desear. La iniciativa de la empresa en ese momento fue particularmente fortuita con el inicio de la Entrega Gratuita Rural por la Oficina de Correos en 1896. De 1895 a 1907, bajo el liderazgo de Rosenwald como vicepresidente y tesorero, las ventas anuales de la compañía aumentaron de $750,000 a más de $50 millones. La prosperidad de la empresa y su visión de una mayor expansión llevó a Sears y Rosenwald a hacer pública la empresa en 1906, con 40 millones de dólares en acciones. Rosenwald se dirigió a su viejo amigo Henry Goldman, que ahora era socio principal de Goldman Sachs, para que manejara la oferta pública inicial de las acciones. Después de que Sears renunció a la presidencia en 1908 debido al deterioro de su salud, Rosenwald fue nombrado presidente.
El 2 de enero de 1915, Rosenwald fue acusado en Chicago por no presentar una lista de impuestos sobre la propiedad personal. Un comentarista describió la acusación como "un disparo escuchado en todo el mundo". Antes de la acusación, la Junta de Revisión de Impuestos programó el valor de las acciones de Sears de Rosenwald en $7,500,000. Rosenwald declaró que esto era muy excesivo y, además, afirmó que las acciones de la empresa de Nueva York no representaban activos tangibles. La acusación fue anulada en marzo de 1915 cuando los abogados de Rosenwald convencieron al Tribunal de que la sección de la ley que preveía el enjuiciamiento de tales casos había sido derogada.
La compañía quedó en ruinas en el periodo posterior a la Primera Guerra Mundial cuando una severa depresión golpeó las granjas de la nación después de que los agricultores expandieran en exceso sus propiedades. Para rescatar a la empresa, Rosenwald prometió 21 millones de dólares de su patrimonio personal. Para 1922, Sears había recuperado la estabilidad financiera. Dos años más tarde, en 1924, Rosenwald renunció a la presidencia, pero permaneció como chairman; su objetivo era dedicar más tiempo a la filantropía. Primero supervisó el diseño y la construcción de la primera tienda por departamentos de la compañía. El enorme complejo de oficinas, laboratorios y operaciones de pedidos por correo de 16 hectáreas estaba ubicada entre Roebuck en Homan Ave. y Arthington St. en el West Side de Chicago. La tienda abrió el 2 de febrero de 1925. Después de dejar la presidencia, Rosenwald fue nombrado presidente de la Junta de Sears, cargo que ocupó hasta su muerte en 1932.

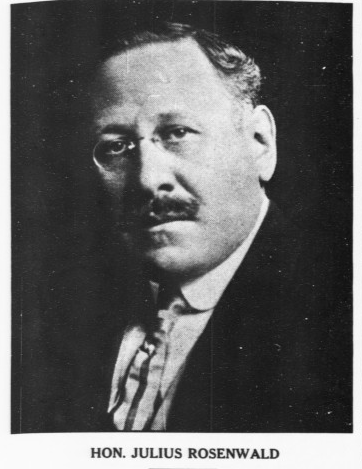
Hon. Julius Rosenwald, 23 de diciembre de 1922.

## Filantropía
Después de la reorganización financiera de Sears en 1906, Rosenwald se hizo amigo del otro socio principal de Goldman Sachs, Paul J. Sachs, quien a menudo se quedaba con Rosenwald durante sus muchos viajes a Chicago y los dos discutían la situación social de Estados Unidos, acordando que la difícil situación de los afroestadounidense era lo más grave en los Estados Unidos. Sachs presentó a Rosenwald a dos prominentes educadores y defensores de la educación afroamericana, William H. Baldwin y Booker T. Washington. Rosenwald hizo causa común con Washington y se le pidió que formara parte de la junta directiva del Instituto Tuskegee en 1912, cargo que ocupó durante el resto de su vida. Él dotó al instituto para liberar a Washington de la recaudación de fondos y permitirle dedicar más tiempo a la gestión del instituto.
Rosenwald se convirtió en miembro de la principal congregación reformada judía de la ciudad, la congregación Chicago Sinai, poco después de mudarse a Chicago. Su rabino, Emil G. Hirsch, tuvo un gran impacto en la filantropía de Rosenwald. Rosenwald donó generosamente a varios proyectos de la comunidad judía en Chicago y se desempeñó como vicepresidente de Chicago Sinai durante muchos años.

### Educación afroestadounidense
Booker T. Washington animó a Rosenwald a abordar el mal estado de la educación afroestadounidense que carecía de escuelas y libros adecuados. Rosenwald proporcionó fondos para construir seis escuelas pequeñas en la zona rural de Alabama, que fueron construidas e inauguradas entre 1913 y 1914, y supervisadas por Tuskegee. Como los proyectos fueron construidos por y para afroestadounidenses, mostraron la intención de Rosenwald de permanecer detrás de escena en este esfuerzo. Inspirado por el progresismo social de Jane Addams, Grace Abbott, Paul J. Sachs y el judaísmo reformista de Emil Hirsch y Julian Mack (muchos de los cuales también eran amigos personales), Rosenwald dedicó su tiempo, energía y dinero a la filantropía.

En sus palabras, escritas en 1911:
Los horrores que se deben a los prejuicios raciales llegan a los judíos con más fuerza que a otros de la raza blanca, a causa de los siglos de persecución que han sufrido y aún sufren.
La colaboración entre Booker T. Washington y Julius Rosenwald fue el tema del documental Rosenwald de 2015, subtitulado La notable historia de una asociación judía con comunidades afroestadounidenses por la escritora, productora y directora Aviva Kempner, que ganó el Premio del Jurado al Mejor Documental en el Festival Internacional de Cine de Teaneck y el Premio del Jurado Ecuménico de la Universidad de Lipscomb en el Festival de Cine de Nashville.
Estableció su Fondo Rosenwald en 1917 para "el bienestar de la humanidad". A diferencia de otras fundaciones donadas, que fueron diseñadas para financiarse a sí mismas a perpetuidad, el Fondo Rosenwald estaba destinado a utilizar todos sus fondos con fines filantrópicos. Como resultado, el fondo se gastó por completo en 1948.

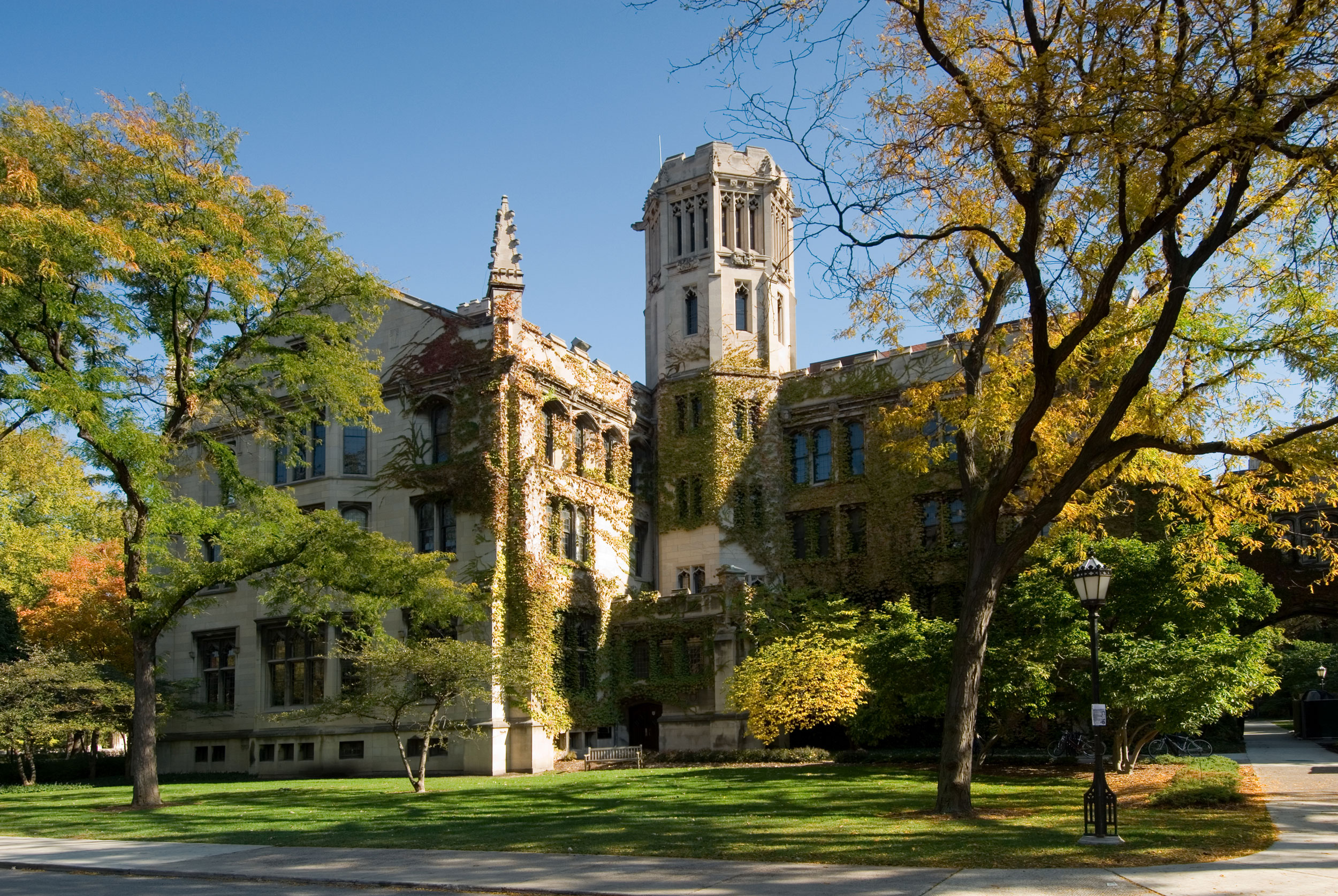
Julius Rosenwald Hall de la Universidad de Chicago.

### Escuelas, universidades y museos
A lo largo de su vida, Rosenwald y su fondo donaron más de $70 millones a escuelas públicas, collages y universidades, museos, organizaciones benéficas judías y afroestadounidenses. El programa de construcción de escuelas rurales fue uno de los programas más grandes administrados por el Fondo Rosenwald. Este programa finalmente fue responsable de la construcción en el sur de más de 5,000 escuelas y tiendas para niños afroestadounidenses, así como hogares para sus maestros. Estas escuelas se conocieron informalmente como "Escuelas Rosenwald".
Rosenwald encargó uno de los desarrollos filantrópicos de vivienda más grandes de Chicago: Michigan Boulevard Garden Apartments, en 47th St. y Michigan Boulevard Garden Apartments en la Avenida Míchigan que fueron uno de los primeros desarrollos de viviendas estadounidenses en mezclar usos residenciales, comerciales y sociales y aún se mantiene en pie.
El complejo fue construido en 1929 por Julius Rosenwald y su sobrino, el arquitecto Ernest Grunsfeld (quien también diseñó el Planetario Adler, a instancias del cuñado de Rosenwald, Max Adler). Cubriendo un bloque cuadrado, los edificios encerraban un enorme patio central ajardinado. Rosenwald planeó el desarrollo de 421 unidades para proporcionar viviendas sólidas para los afroestadounidenses y para aliviar el tremendo hacinamiento debido a la segregación racial generalizada de Chicago. El desarrollo también incluyó 14 tiendas a lo largo del lado de la propiedad de la calle 47, cuatro de las cuales estaban ocupadas por negocios de propiedad de negros, y un preescolar. Rosenwald invirtió $2.7 millones en el proyecto, recibiendo solo un rendimiento del 2.4 por ciento durante los primeros siete años.

### YMCA para afroestadounidenses
La Asociación Cristiana de Jóvenes (YMCA) en 1910 le pidió a Rosenwald que financiara una propuesta para un nuevo edificio en Chicago; Rosenwald respondió que contribuiría solo si también se construyera un centro para afroestadounidenses. El resultado fue Wabash Avenue YMCA, inaugurado en 1914, que más tarde se convertiría en un hito histórico. La Wabash "Y" ayudó enormemente a la integración de los negros en Chicago durante la Gran Migración. Sigue funcionando en la actualidad.
Rosenwald continuó ofreciendo subvenciones de desafío a ciudades de los Estados Unidos para construir YMCA para afroaestadounidenses. Rosenwald prometió dar $25,000 a cualquier ciudad que pudiera recaudar $75,000 para construir una YMCA para afroestadounidenses. Entre 1911 y 1933, Rosenwald proporcionó más de $600,000 para la construcción de 25 YMCA en 24 ciudades de los Estados Unidos, incluida una en Harlem.

### Samuel Reshevsky
Rosenwald fue el patrocinador del prodigio del ajedrez Samuel Reshevsky. Alentó a Reshevsky a obtener un título universitario para no depender completamente del ajedrez para vivir. Reshevsky lo hizo, obteniendo su título en contabilidad de la Universidad de Chicago.

### Extensión del condado
Rosenwald otorgó subvenciones de $1000 a los primeros 100 condados de los Estados Unidos. Para que contrataran agentes de extensión del condado, ayudando al Departamento de Agricultura a lanzar un programa que fue muy valioso para los estadounidenses rurales. También fue el principal fundador y patrocinador del Museo de Ciencia e Industria de Chicago, al que donó más de $5 millones y se desempeñó como presidente (1927-1932).

## Vida personal
En 1890, Rosenwald se casó con Augusta Nusbaum, hija de un fabricante de ropa de la competencia. Juntos tuvieron cinco hijos: Lessing J. Rosenwald, Adele (Rosenwald) Deutsch Levy, Edith (Rosenwald) Stern, Marion (Rosenwald) Ascoli y William Rosenwald. Su hijo Lessing Rosenwald se convirtió en un destacado hombre de negocios, siguiendo a su padre en la presidencia de Sears, Roebuck & Company (1932-1939).
Uno de sus nietos es Nina Rosenwald. Otro fue el productor de cine de Hollywood Armand Deutsch, quien creía que él era el objetivo previsto de los asesinos Leopold y Loeb, quienes secuestraron y asesinaron a su compañero de escuela Robert "Bobby" Franks el 21 de mayo de 1924.
Rosenwald falleció en su casa en la sección Ravinia de Highland Park, Illinois el 6 de enero de 1932.

## Legado
- Su busto fue creado en bronce, y fue uno de los ocho magnates de la industria honrados que se instalaron entre el río Chicago y Merchandise Mart en el centro de Chicago, Illinois.
- Durante la Segunda Guerra Mundial, el Clase Liberty SS Julius Rosenwald se construyó en Panama City, Florida y recibió su nombre en su honor.[20]
- Fue incluido en el Salón de la Fama de Negocios de Estados Unidos del Junior Achievement en 1992.
- Una película de 2015 Rosenwald dirigida por Aviva Kempner documenta su vida y filantropía.
- Una escuela primaria del sistema de escuelas públicas de Chicago, ubicada en 2601 W 80th Street en el lado suroeste de Chicago, recibió el nombre de Rosenwald en 1952.
- La casa de la infancia de Rosenwald, que es parte del Sitio Histórico Nacional Lincoln Home, fue rebautizada en su honor en 2020. Una placa conmemora su obra.[21]